# أم الحيات الشنايدرية
أم الحيات الشنايدرية أو أم الحيات البربرية (بالإنجليزية: Gold skink) (باللاتينية: Eumeces schneideri) نوع من السحالي يتبه الفصيلة السقنقورية. يستوطن في آسيا الوسطى والغربية وشمال إفريقيا.